# Liste der Naturdenkmale in Großrückerswalde
Die Liste der Naturdenkmale in Großrückerswalde nennt die Naturdenkmale in Großrückerswalde im sächsischen Erzgebirgskreis.

## Definition
„Naturdenkmäler sind rechtsverbindlich festgesetzte Einzelschöpfungen der Natur oder entsprechende Flächen bis zu fünf Hektar, deren besonderer Schutz erforderlich ist
1. aus wissenschaftlichen, naturgeschichtlichen oder landeskundlichen Gründen oder
2. wegen ihrer Seltenheit, Eigenart oder Schönheit.“

„§ 18 – Naturdenkmäler – (zu § 28 BNatSchG)
(1) Die Erklärung nach § 22 Abs. 1 BNatSchG von Teilen von Natur und Landschaft als Naturdenkmal erfolgt durch Rechtsverordnung oder Einzelanordnung.
(2) Über § 28 Abs. 1 BNatSchG hinaus können Naturdenkmäler zur Sicherung von Lebensgemeinschaften oder Lebensstätten von im Bestand gefährdeten oder streng geschützten Arten festgesetzt werden.“

## Liste
Link zu einem Kartenansichtstool, um Koordinaten zu setzen.
| Bild                          | Bezeichnung                | Lage                                                | Beschreibung         | Datum                                                                | Nummer     |
| ----------------------------- | -------------------------- | --------------------------------------------------- | -------------------- | -------------------------------------------------------------------- | ---------- |
| BW                            | Eklogit-Klippen            | Streckewalde (50° 36′ 56,5″ N, 13° 4′ 22,6″ O)      | Fläche: ca. 3238 m²  | Beschluss des Rates des Kreises Zschopau Nr. 102 vom 21.04.1983      | 364.23-110 |
| BW                            | Feuchtgebiet in Mauersberg | Mauersberg (50° 35′ 59,7″ N, 13° 5′ 53,1″ O)        | Fläche: ca. 7986 m²  | Beschluss des Rates des Kreises Marienberg vom 25.07.1985            | 364.23-108 |
| BW                            | Oberes Schindelbachtal I   | Schindelbach (50° 36′ 43,1″ N, 13° 9′ 2,2″ O)       | Fläche: ca. 30157 m² | Beschluss des Rates des Kreises Marienberg Nr. 246 vom 02.12.1982    | 364.23-106 |
| BW                            | Oberes Schindelbachtal II  | Schindelbach (50° 36′ 38,6″ N, 13° 8′ 47,4″ O)      | Fläche: ca. 15902 m² | Beschluss des Rates des Kreises Marienberg Nr. 246 vom 02.12.1982    | 364.23-107 |
| BW                            | Schenkberg                 | Niederschmiedeberg (50° 36′ 1,5″ N, 13° 7′ 18,2″ O) | Fläche: ca. 4331 m²  | Beschluss des Rates des Kreises Marienberg Nr. 241/59 vom 23.12.1959 | 364.23-109 |
| mehr Fotos \| Fotos hochladen | Friedhofslinde             | Großrückerswalde (50° 37′ 50″ N, 13° 7′ 11,4″ O)    | als ND beschildert   | ?                                                                    | ?          |